# میشل درنیس
میشل درنیس (انگلیسی: Michel Dernies؛ زادهٔ ۶ ژانویهٔ ۱۹۶۱) دوچرخه‌سوار اهل بلژیک است.